# Alpha 0.7 – Der Feind in dir
Alpha 0.7 – Der Feind in dir ist ein transmediales Projekt des SWR, bei dem eine sechsteilige Fernsehserie von Internet- und Hörfunkbeiträgen begleitet wird. Die Autoren des Science-Fiction-Thrillers sind Sebastian Büttner und Oliver Hohengarten. Regie bei der Fernsehserie führte Marc Rensing; die Hauptrollen spielen Victoria Mayer, Anna Maria Mühe, Arne Lenk, Tobias Schenke, Oliver Stritzel, Thomas Huber und Rolf Kanies. 

## Inhalt
Stuttgart im Jahr 2017. Deutschland hat sich verändert. Im Namen der Sicherheit gehören Körperscanner schon lange zum Alltag. Überwachung ist allgegenwärtig. Doch gegen die Einführung von gedankenlesenden Brainscannern zur Verbrechensbekämpfung regt sich Widerstand.

## Rezeption

### Kritiken
„[…] Die Geschichte von ‚Alpha 0.7 - Der Feind in dir‘ zeigt, wie das Fernsehen der schon sehr nahen Zukunft aussehen kann. Sie ist aufwendig und clever gestaltet, baut aktuelle politische Ereignisse wie den Protest gegen ‚Stuttgart 21‘ ein - der den Machern als Missing Link zur Realität des Jahres 2010 buchstäblich in den Schoß fiel - und verlinkt zu denen, die sich, wie der Chaos Computer Club (CCC), schon längst Gedanken über die Gefahren des digitalen Zeitalters machen. […]“

## Hintergrund
Die Serie wurde im November und Dezember 2010 erstmals ausgestrahlt und zuvor auf der Cologne Conference und beim Fernsehfilm-Festival Baden-Baden vorgestellt. Es existiert auch ein 126-minütiger Zusammenschnitt der Serie.